# El Maguey, José Azueta
El Maguey är en ort i Mexiko.   Den ligger i kommunen José Azueta och delstaten Veracruz, i den sydöstra delen av landet, 400 km öster om huvudstaden Mexico City. El Maguey ligger 21 meter över havet och antalet invånare är 595.
Terrängen runt El Maguey är platt. Runt El Maguey är det ganska glesbefolkat, med 32 invånare per kvadratkilometer. Närmaste större samhälle är Loma Bonita, 19,2 km väster om El Maguey. Trakten runt El Maguey består till största delen av jordbruksmark.